# Kirby and the Forgotten Land
Kirby and the Forgotten Land (укр. Кірбі і Забута країна) — платформерна відеогра, розроблена HAL Laboratory і видана Nintendo для гібридної ігрової системи Nintendo Switch. Це перша основна повноцінна 3D гра (без урахування спін-офф) серії Kirby. Гравець керує Кірбі в подорожі Забутою Країною, щоб врятувати Уоддл Ді (англ. Waddle Dee), викрадених лютим Звіриним Стадом (англ. Beast Pack). Щоб пройти кожен етап і врятувати Уоддл Ді, Кірбі необхідно використовувати широкий спектр здібностей, які допоможуть йому боротися з ворогами та просуватися вперед. Гра позитивно оцінена критиками, деякі назвали її однією з найкращих ігор у серії, похваливши за візуальні ефекти, саундтрек, ігровий процес та кількість активностей. Гра Kirby and the Forgotten Land була продана по всьому світу тиражем більше 7,52 мільйона копій (станом на 31 березня 2024 року), що робить її грою, що найбільше продається в серії, а також однією з найбільш продаваних ігор на Nintendo Switch.

## Ігровий процес
Forgotten Land — це перша гра в серії, що пропонує повністю тривимірні рівні. Гравець керує Кірбі — антропоморфною рожевою кулькою. Основна дія відбувається в постапокаліптичному світі . Кірбі у міру проходження рівнів необхідно рятувати Уоддл Ді і він стикається з різними загрозами на своєму шляху. Порятунок Уоддл Ді потрібний для відкриття доступу до наступних локацій.
Як і в типовій грі серії Kirby, Кірбі може «всмоктувати» ворогів усередину себе, щоб стріляти ними або переймати їх здібності, чи то бій на мечах, кидання бомб та інше. Forgotten Land вперше представляє механіку «Mouthful Mode», що дозволяє Кірбі поглинати великі предмети — автомобілі, торгові автомати і залізні ворота і тимчасово переймати форму і властивості цих предметів. Режим «Mouthful Mode» посилює атаки Кірбі, дозволяючи, наприклад, руйнувати стіни. Кірбі також може поглинати воду, перетворюючи себе на надуту кулю, щоб потім стріляти водою у ворогів, гасити лаву чи вогонь . Важлива частина ігрового процесу — костюми з певними здібностями, які Кірбі надягає, поглинаючи певного ворожого NPC. Наприклад, поглинання лицаря дозволяє Кірбі боротися з мечем. Спосіб проходження рівнів сильно змінюється в залежності від поточних здібностей Кірбі . Гра також дозволяє вдосконалювати костюми, якщо знаходити спеціальні «креслення» під час проходження. Кожен костюм має кілька рівнів покращення, при цьому гравець може вибирати бажане покращення, яке Кірбі за умовчанням одягатиме при поглинанні потрібного ворога. Покращені костюми підвищують шкоду від атаки або дозволяють наносити додаткові види атак . Удосконалення костюмів важливо, оскільки складність рівнів помітно зростає, особливо у останній локації.
У грі доступний локальний кооперативний режим для двох гравців. За аналогією з Kirby Battle Royale і Kirby and the Rainbow Curse, другий гравець може приєднатися до гри і взяти під управління Бандану Уоддл Ді (англ. Bandana Waddle Dee), який використовує спис як основну форму атаки . Його можливості обмежені, оскільки він може поглинати ворогів, як Кирби. Forgotten Land також підтримує фігурки amiibo.
| Список здібностей та покращень                                                                                               | Опис |
| --- | --- |
| - Бомба (Bomb) - Ланцюгова бомба (Chain Bomb) - Самонавідна бомба (Homing Bomb)                                              | Дозволяє кидати ланцюг із бомб у противників. Поліпшення включає бомби, що самонаводяться. |
| - Вибух (Crash) - Часовий вибух (Time Crash)                                                                                 | Знищує всіх супротивників, які потрапляють у поле зору Кірбі. Поліпшення дозволяє на короткий момент зупиняти час, щоб завдати противнику серії збитків. Може використовуватись лише один раз. |
| - Різак (Cutter) - Різак-шакрам (Chakram Cutter) - Пилоподібний різак (Buzz-Saw Cutter)                                      | Дозволяє кидати у супротивника гострі бумеранги. При утриманні кнопки атаки посилюється шкода від зброї. Поліпшення включають додаткові леза. |
| - Дриль (Drill) - Дриль-олівець (Pencil Drill) - Дриль-близнюк (Twin Drill)                                                  | Дозволяє переміщатися під землею, атакувати з-під землі або створювати круговими рухами провали для посиленої шкоди противника. Поліпшення включає лезо, що завдає шкоди всім противникам над землею. |
| - Вогонь (Fire) - Вулканічний вогонь (Volcano Fire) - Драконячий вогонь (Dragon Fire)                                        | Дозволяє кидати вогняне каміння у противника. Поліпшення дозволяє герою планувати і вивергати мову полум'я, який завдаватиме противнику шкоди як під час, так і після атаки. |
| - Молот (Hammer) - Іграшковий молот (Toy Hammer) - Дикий молот (Wild Hammer) - Молот у масці (Masked Hammer)                 | Дозволяє у ближньому бою завдавати противнику потужні атаки. Поліпшення включають додаткові маневри атаки. |
| - Лід (Ice) - Морозний лід (Frosty Ice) - Вихровий лід (Blizzard Ice)                                                        | Дозволяє ковзати на поверхні води, утворюючи під ногами лід і завдавати шкоди холодним диханням. Поліпшення дозволяють створювати сніговики з холодного дихання для атаки або на короткий момент знерухомлювати противника, заморозивши його, навіть боса . Драконовий. Дозволяє кидати вогняне каміння у противника. Покращення дозволяє герою планувати та виплюнути язик полум'я, який завдасть шкоди ворогу як під час атаки, так і після неї. |
| - Рейнджер (Ranger) - Шляхетний рейнджер - Космічний рейнджер (Space Ranger)                                                 | Дозволяє стріляти в противника з лука з далекої відстані, поліпшення включає бластер з посиленою шкодою. |
| - Меч (Sword) - Гігантський меч (Giant Sword) - Меч мета-лицаря (Meta Knight Sword) - Меч морфо-лицаря (Morpho Knight Sword) | Дозволяє битися мечем. Поліпшення збільшують розмір меча, дозволяють використовувати щит, тимчасово збільшувати розмір меча до величезних розмірів та створювати вогняні смерчі довкола себе. |
| - Торнадо (Tornado) - Торнадо-флер (Fleur Tornado) - Штормовий торнадо (Storm Tornado)                                       | Дозволяє створювати навколо себе торнадо, літати по області та завдавати шкоди противникам. Оновлення посилюють цей ефект. |
| - Голки (Needle) - Безладні голки (Clutter Needle) - Кришталеві голки (Crystal Needle)                                       | Дозволяє на нетривалий час створити броню навколо себе. У цьому режимі Кірбі лише перекочується та не може атакувати. Однак будь-який противник при контакті буде нанизаний на голку або отримає сильну шкоду. Поліпшення посилюють цей ефект і дозволяють метати шипи на всі боки. |
| - Сон (Sleep) - Глибокий сон (Deep Sleep)                                                                                    | Ця здатність не дає жодних переваг у бою, навпаки, Кірбі засне на якийсь час, ставши вразливим для атак, проте відновить здоров'я після пробудження. Поліпшення відновлює не тільки здоров'я, але й дає додаткову смугу здоров'я та додаткові ефекти в атаці та захисті. Здібність можна використовувати один раз. |

### Ігрові локації
Гравець має проходити лінійні рівні-платформери. За всіма локаціями заховані монети, їжа для поповнення здоров'я, гатя-фігурки та замкнені у клітинах Уоддл Ді. У грі представлено кілька ігрових карток з кількома рівнями, останній з яких — арена з ігровим босом, перемога над яким потрібна для доступу з наступним рівням. Щоб відкрити доступ до рівня з босом, потрібно звільнити певну кількість Уоддл Ді . Крім пошуку клітин, Кірбі може забрати кілька додаткових Уоддл Ді, виконавши додаткові місії кожному рівні. Найчастіше це головоломки, пошук прихованих кімнат, пошук потрібних предметів чи їжі. Локації мають різні тематичні оформлення, наприклад, це поглинені лісами руїни мегаполісів, торгових центрів або тематичні неонові парки. Деякі ділянки рівнів — це міні-ігри, проходження яких можливе тільки в Бездонному Режимі (англ. Mouthful Mode), наприклад це рівні — автоперегони, де Кірбі керує автомобілем, авіасимулятори, де потрібно планувати як повітряний змій, поглинувши залізну арку, ет він роль вітрила итд.
Крім проходження основних рівнів, на карті є міні-рівні Treasure Road, чиє проходження дає зірки, необхідні для поліпшень костюма . Кожен рівень та його перешкоди орієнтовані використання певної здібності і предмета, поглиненого Кирби. Ці рівні потрібно пройти до закінчення таймера.
Врятовані Уоддл Ді будують місто (англ. Waddle Dee Town), що є ігровою базою . Чим більше Кірбі звільнить Уоддл Ді, тим більшим стає містечко, в ньому відкриваються нові будівлі, внутрішньоігрові магазини, міні-ігри, серед яких наприклад рибалка або робота в місцевому кафе, з ігровим процесом, схожим на Cook, Serve, Delicious . В одному магазині можна купувати їжу, яка відновлює здоров'я Крібі . У місцевого коваля можна прокачувати свої костюми, щоб поліпшувати їх збитки та здібності . Гравець також може купувати додаткові гатя-фігурки . У місцевому амфітеатрі можна боротися з кількома босами поспіль. Завдання гравця полягає в тому, щоб по черзі перемогти певну кількість босів до закінчення очок здоров'я . За перемогу можна здобути особливі призи

## Сюжет
У звичайний мирний день у Країні Снів (англ. Dream Land) починає вирувати темний вихор, який починає поглинати все на своєму шляху. Під час поїздки на Основній Зірці (англ. Warp Star) Кірбі засмоктує в освічений на небі просторовий розрив, через який його викидає на пляж, який є територією Забутої Країни — колишньої держави, яка є частиною загиблої цивілізації під назвою Новий Світ (англ. New World). Прибувши в зруйноване Місто Уоддл Ді, він виявляє, що Уоддл Ді викрадені злочинним угрупованням, найбільш відомим як Звіряче Стадо. Шиншилоподібна істота на ім'я Елфілін (англ. Elfilin), яка допомагала Уоддл Ді, коли вони потрапили в Забуту Країну, намагається знайти місце, де можна сховатися, але Звіряче Стадо заганяє його в кут і замикає в золотій клітці. Кірбі перемагає охоронців та звільняє Елфіліна. Елфілін пояснює Кірбі, що він і Уоддл Ді намагалися чинити опір Звіріному Стаду, але зазнали поразки, тому він намагається всіма силами звільнити їх. Кірбі пропонує допомогу Елфіліну і вирушає рятувати Уоддл Ді .Кірбі та Елфілін стикаються з Королем Дідіді (англ. King Dedede), який працює на Звірячий Стадо. Дідіді викрадає Елфіліна і летить, а Кірбі пускається в погоню. У глибині лігва Звіриного Стада Кірбі знову перемагає Дідіді, який, як згодом з'ясовується, був одержимий; звільнений Дідіді залишається віч-на-віч зі Звіриним Стадом, щоб дозволити Кірбі виграти час. Тим часом головний герой піднімається на ліфті в операційний центр Звіринного стада — Лабораторію Дисковера (англ. Discovera). У лабораторії, яка функціонує як туристична пам'ятка, через заздалегідь записане звукове повідомлення пояснюється, що могутня істота, Повна Відмова (лат. Fecto Forgo) (також звана зразком ID-F86), намагалася вторгнутися в Новий Світ, але була зупинена його жителями і поміщена в його місце. Через тридцять років після початку досліджень велика частина від цієї істоти розпалася на дрібні частини, що розлетілися світом і однією з цих частин став Елфілін. Кірбі зустрічає ватажка Звіриного Стада — лева на ім'я Леонгар (англ. Leongar), який пояснює, що Новий Світ колись був населений могутньою расою, перш ніж вони використовували таємничу силу Повної Відмови, щоб організувати подорожі за іншими вимірами. Леонгар шукав способи використовувати силу ID-F86 для себе, щоб досягти Країни Снів. Кірбі перемагає Леонгара і рятує Елфіліна, але Повна Відмова прокидається і пояснює Кірбі (використовуючи Леонгара як маріонетку), що вони отримали контроль над Звіриним Стадом і викрали Уоддл Ді, щоб перетворити їх на своїх рабів і спростити пошуки Елфіліна, щоб вони могли знову стати єдиним. Потім Повна Відмова поглинає Леонгара та інших членів Звіриного Стада і перетворюється на химерного монстра. Кірбі перемагає Повна Відмова, але той поглинає Елфіліна і перетворює його на свою фінальну форму — Повний Елфіліс (лат. Fecto Elfilis) .
Кірбі рятує Елфіліна, але Повний Елфіліс створює великий портал, плануючи за допомогою нього зруйнувати планету Поп Зірка (Pop Star) і Новий Світ через їх злиття. Коли Поп Зірка і Новий Світ досягають межі Роша, Кірбі насилу перемагає Повного Елфіліса, використовуючи як зброю покритий власним тілом сідельний тягач, і повертається на планету Поп Зірка, де розрив залишається відкритим. Використовуючи всі свої сили, Елфілін запечатує розрив між двома світами, під час процесу він у сльозах прощається з Кірбі та залишає себе у Новому Світі. У титрах згадується, що Елфілін має можливість подорожувати планетою Поп Зірка, а жителі Нового Світу, що залишилися живими, пішли на дружній контакт з жителями планети Поп Зірка. Після завершення основної історії душа Леонгара опиняється в пастці в альтернативному вимірі під назвою Кінцеві Сни (англ. Forgo Dreams), створеному розумом Повної Відмови, що затягнувся. Кірбі і Елфілін вирушають у цей вимір і рятують Леонгара, в якого вселилася Душа Кінця. (англ. Forgo Soul) Після перемоги над одержимим Леонгаром Душа Кінця розкриває себе, але перш ніж вона встигає атакувати Кірбі, з'являється загадковий оранжево-червоний метелик. Метелик приземлюється на Душу Форго, поглинає її тіло і перетворюється на Морфо Лицаря (Morpho Knight), воїна, схожого на валькірію, який доставляє душі в потойбічний світ . Після перемоги над Морфо Лицарем душа Леонгара звільняється. Останній необов'язковий до проходження бос на ім'я Хаос Елфіліс (англ. Chaos Elfilis), показує, що Повна Відмова теж пережила цю подію і увібрала в себе силу Морфо Лицаря, щоб стати ще сильнішою. Кірбі перемагає Хаос Елфіліса, і решта його душі летить до Елфіліну; він приймає її у своє серце, дозволяючи двом половинкам душ нарешті стати єдиним цілим.

## Розробка

### Передумови
Розробники серії Kirby вже з 2000-х років намагалися створити ігри з тривимірним простором, але через складність перенесення ігрового процесу, зі збереженням необхідного рівня якості ці проекти закидалися
Kirby and the Forgotten Land була розроблена студією HAL Laboratory, це перша гра в історії франшизи Kirby, основна дія якої відбувається в тривимірному середовищі . HAL Laboratory вже багато років робила спроби створити повноцінну тривимірну гру про Кірбі, але стикалася з тим, що звичний для серії ігровий дизайн і механіки просто не працювали в тривимірному просторі . Наприклад, у 2005 році вони анонсували повністю тривимірну гру для Nintendo GameCube, але її розробка була скасована . Надалі вони експериментували з можливостями тривимірного платформера, працюючи над побічними та порівняно невеликими іграми серії, наприклад, вільне переміщення по невеликих тривимірних аренах було використано в Blowout Blast — додатку до Kirby: Planet Robobot для 3DS . Багато розробників дотримувалися думки, що ігровий процес, типовий для ігор серії Kirby в принципі неможливий у тривимірному просторі, тому вони не могли дійти згоди, коли вкотре заходила мова про розробку тривимірного платформера .
Синья Кумадзакі та Тацуя Каміяма почали наполягати на черговій спробі розробки тривимірного платформера після виходу Star Allies для приставки Nintendo Switch у 2018 році. Тоді це був наймасштабніший проект серії Kirby, як згадував Кумадзакі, його команда прагнула створити найідеальнішу гру про Кірбі, яка вперше пропонує таку просунуту графіку і розмаїття ігрового матеріалу, але, як і раніше, обмежену двовимірною перспективою. Через це розробники не змогли втілити багато ідей. Кумадзакі, закликаючи до вже накопиченого досвіду, почав наполягати на розробці тривимірного платформера . Розробник вважав, що якщо не використати цей шанс зараз, то про тривимірну гру можна буде забути на довгі роки з огляду на протестні настрої серед розробників HAL Laboratory на цю тему. Кумадзакі пізніше стверджував, що незважаючи на чотири роки між виходом Forgotten Land і Star Allies, розробники HAL розглядають обидві ці ігри, як частину загального проекту. Без створення Star Allies, не була б можлива розробка і Forgotten Land у її кінцевому вигляді

## Ігровий процес
Розробкою керував Сінья Кумадзакі, асоційованим продюсером виступив Кей Ніномія. У Forgotten Land використовуються багато звичних для серії ігрові механіки, такі як вдихання в себе ворогів і копіювання їх здібностей. Однак вони спочатку розроблялися для двовимірного середовища, головна складність, пов'язана з тривимірним середовищем, стосувалася прицілювання у ворога. Розробники повинні були вжити всіх необхідних заходів, щоб прицілювання не стало головною проблемою під час проходження гри. Цьому заважав і сам дизайн Кірбі, через його сферичну форму дуже важко відстежувати становище персонажа, а отже, в якому напрямі він здійснює атаки проти ворогів. У міні-грі Blowout Blast до Planet Robobot ця проблема, наприклад, була вирішена демонстрацією стрілки напрямку атаки, але команда не хотіла цього разу додавати стрілку в гру. Інша типова проблема в тривимірній грі — неможливість адекватно визначити відстань між ігровим персонажем та ворогом.
Демонстрація прихованої механіки, що спрощує прицілювання у ворога у тривимірному просторі
Розробники прагнули створити гру, що підходить у тому числі і для гравців, які не вміють грати в тривимірні платформери. Для вирішення перелічених вище проблем творцям довелося повністю переробити типову для серії механіку копіювання, коли Кірбі поглинає ворога, щоб тимчасово перейняти його здатність. Всі анімації, пов'язані зі здібностями, були створені так, щоб полегшити орієнтацію в тривимірному просторі. Для вирішення проблеми прицілювання, розробники впровадили функцію позиційного виявлення на основі кута камери, дозволяючи завдавати удару по меті, якщо з точки зору гравця через двовимірний екран ціль і зброя «торкаються», хоча насправді дотику немає. Крім того, розробники ретельно пропрацювали положення камери і розташування ворогів на всіх етапах проходження, щоб гравець якомога частіше бачив обличчя Кірбі. Від підводних рівнів було вирішено відмовитися через складність їх адаптації до тривимірного світу, однак як компроміс, розробники введи безліч рівнів, що вимагають пересуватися на поверхні води. Для гравців, які люблять важке проходження, було введено «дикий» режим з малим запасом життя, що вимагає вбивати ворогів, ухиляючись від їх атак.
Крім адаптації звичних для серії ігрових механік, розробники хотіли ввести нові та унікальні механіки, які раніше не зустрічалися в тривимірних платформерах. На цьому етапі було запропоновано ідею «Mouthful Mode» — здатність покриття тілом великих ненатхнених предметів. Розробники зізналися, ця ідея пропонувалася ще давно, коли був вигаданий сам Кірбі, так це підходило для його опису — істоти, здатної розтягуватися і змінювати форму. Розмірковуючи про предмети, які Кірбі міг би поглинати, Кумадзакі почав складати список великих предметів, які йому насамперед потрапили на очі — автомобілі, труби, дорожні конуси і те, як Кірбі міг би їх використовувати у грі.
«Mouthful Mode» відрізняється від традиційної здатності поглинання ворогів і придбання їх здібностей, у цьому випадку Кірбі покриває своїм тілом об'єкт набагато більший за себе і як би обтягується навколо нього, набуваючи його форми і виконуючи рухи, пов'язані з цим об'єктом. Розробники в результаті назвали цю механіку забавною, покликаною зробити загалом ігровий процес більш захоплюючим. Незабаром розробники виявили, що ця механіка надає безліч нових способів проходження рівнів та вирішення головоломок.

### Дизайн рівнів
Розробкою ігрових рівнів керував Юкі Ендо. Хоча традиційно ігри серії Kirby — це платформери, разом із тривимірними рівнями, розробники хотіли зробити більший акцент на пригоді та вивченні навколишнього простору, надаючи грі якості пригодницького бойовика. Щоб наголосити на масштабності, було додано безліч емоційних і драматичних сцен, граючи з ракурсами камери. При створенні рівнів, розробники дотримувалися правил створення локацій, що легко сприймаються на око, але і при цій вкрай динамічних. Особливий акцент робився на деталізації навколишнього простору та заднього фону, щоб гравець міг милуватися гарними краєвидами. Самі рівні влаштовані те щоб гравець відразу розумів, куди йому далі йти. Художнє оформлення рівнів пов'язане і з особливостями ігрових механік, наприклад, у парках атракціонів є безліч небезпечних механізмів, а в снігових локаціях Кірбі має протистояти вітру . Порятунок Уоддл Ді — головне завдання у проходженні, у кожному рівні заховано кілька таких персонажів. Розробники називали їх пошук відмінною мотивацією, оскільки від кількості звільнених Уоддл Ді безпосередньо залежить розмір побудованого ними містечка — ігрової бази з міні-іграми та багатьма додатковими ігровими можливостями. Це спонукає гравця звільняти більше Уоддл Ді на ігрових рівнях.
Одна з проблем, з якою розробники зіткнулися при дизайні рівнів — це те, що тривимірні простори дозволяють легше ухилятися від ворогів, розмиваючи гострі відчуття при зіткненні з ворогами, тому розробники повинні були враховувати баланс складності, з одного боку гра на всіх. Рівні в іграх серії Kirby традиційно не вирізнялися своєю складністю і призначалися для недосвідчених гравців, проте Forgotten Land — масштабний проект іншого рівня, який би потенційно зацікавив більшу ігрову аудиторію. Команда хотіла додати до гри рівні, які могли б кинути справжній виклик гравцям. Розробники із цього приводу радилися з керівництвом Nintendo. Одним із способів вирішення проблеми балансу складності стали необов'язкові побічні місії, виконання яких найчастіше вимагає просунуті ігрові навички. Також для хардкорних гравців були додані спеціальні рівні, доступні після основного проходження, які є ускладненою версією рівнів. Розробники додали їх, згадуючи позитивні відгуки гравців після випуску доповнення Another Dimension к Star Allies

### Сюжет та всесвіт
Оскільки гра замислювалася, як поєднання платформера і пригодницького бойовика, команда хотіла разом із ігровими локаціями передати дух епічної пригоди. Вони хотіли кинути виклик традиційному уявленню про «милих» іграх по всесвіту Kirby та шокувати гравців. Для цього основна дія була перенесена з рідного світу Кірбі до «Нового світу», який отримав в англійській локалізації назву «Забутої Країни». За створення загальної структури гри та її сюжетної лінії відповідав Тацуя Камияма.
Робота над «Забутою Країною» розпочалася з ідеї створення нового ігрового світу, не схожого на рідний світ Кірбі. На ранніх концепт-артах це була долина, в якій можна було зустріти залишки вмираючої цивілізації, схожої на сучасну людську. Коли почалася робота з рівнями, виникла ідея об'єднати руїни з природними пейзажами. Працюючи над подальшими локаціями, розробники додавали безліч мотивів, що відсилають до реального світу, наприклад парк розваг було додано, дозволяючи реалізувати в їхніх рівнях безліч цікавих ігрових ідей, від американських гірок, закінчуючи рівнями в стилі будинку з привидами. «Зимовий рівень» замислювався як перехідний момент, коли рівні Forgotten Land все більше нагадують про те, що Кірбі вирушає в небезпечну подорож. Архітектура у цих локаціях була натхненна Європою. При створенні пустельних рівнів, розробники спиралися вже більше на екшен, ніж платформер, тому ці локації найширші та нелінійні, вони хотіли передати почуття самотності та небезпеки цих країв, а також що це місце походження Звіриного Стада. Останні рівні з лавою підкреслюють індустріальні будови і передчувають майбутню битву з головним противником .
Дизайн та художнє оформлення рівнів підкреслювали зміну загального настрою гри у міру проходження. На перших етапах рівні влаштовані те щоб усе, що відбувається навколо нагадувало казку, яка поступово змінюється епічним пригодою із захопливими босами. Принаймні проходження, ігрові рівні дедалі більше наповнюються серйозними і жахливими мотивами, складність проходження сильно зростає. Один із незвичайних сюжетних елементів, які помітять насамперед старі шанувальники серії — Уоддл Ді. Спочатку вони були базовими ворожими NPC, але у Forgotten Land вони стали союзниками та метою для порятунку. Це додатково підкреслює незвичайну ситуацію, в якій опинився Кірбі і як це призвело до того, що він вступає в союз із колишніми ворогами перед новою небезпекою . Елфілін (англ. Elfilin) - новий персонаж у серії, створювався, як таємниче та чарівне створення. Його силует, що нагадує серце, натякає на те, що він є частиною іншої істоти .
Працюючи над сюжетною лінією, розробники дотримувалися вже закладеної з часів «Kirby's Adventure» традицією вводити поверхневу історію, за якою ховається інша і більш «жахлива» правда, зокрема гравець думає, що бореться з фінальним босом, але це виявляється прелюдією до справжньої фінальної. У Forgotten Land було введено безліч нових босів, наприклад вступний бос Горімондо (англ. Gorimondo) підкреслював його приналежність до Звіриного Стада, Клеролайн (англ. Clawroline) — це ікона Звіриного стада, вона виділяється невеликими розмірами, але набагато швидше за інших. Сілліділло (англ. Sillydillo) залишає враження шаленого і дурного персонажа. Розробники хотіли додати його на ранніх рівнях, але він виявився надто важким босом .
У грі з'являються і традиційні для серії боси, наприклад, сюжет показує арку спокути Короля Дідіді, який відіграє досить значну роль в історії з часів гри Kirby 64: The Crystal Shards. Інший традиційний для серії лиходій — Мета Лицар є «прихованим босом», тобто гравець зіткнеться з ним лише на місцевій арені, у Місті Уоддл Ді. Згідно з передісторією, він як і Кірбі потрапив у Забуту Країну, але не підкорився Звіриному Стаду, вирішивши захищати Місто Уоддл Ді, працюючи вибивалою на арені . Розробники також хотіли додати традиційного для серії боса — Лісу Віспі (англ. Whispy Woods) але не могли логічно пояснити його появу в іншому світі, тому додали його іншу версію — Тропічні Ліси (англ. Tropic Woods)

## Музика та озвучування
Музичний супровід до гри написали Хірокадзу Андо, Дзюн Ісікава, Юкі Сімука та Юта Огасавара. Музичні композиції мали відображати загальний настрій ігрових рівнів. На початку мелодії відображають позитивну і невимушену атмосферу, типову для ігор серії Kirby, але з часом том мелодій стає все більш серйозним і похмурим . Музика відіграє у всіх рівнях, роблячи їх проходження цікавіше. Композитори мали створити велику різноманітність мелодій, щоб вони змінювали один одного досить часто і не набридали гравцям. Музичні доріжки загалом є електронною музикою, оскільки це, на думку композиторів, підходить для гри для ігрової приставки, також мелодії досить насичені, щоб реальний оркестр міг їх відтворити. Композитори поєднували різні музичні жанри, зокрема оркестрову музику та рок.
У гру було впроваджено інтерактивну музику, яка змінюється залежно від становища игрока. Інтерактивні мелодії поділені на чотири частини — вступ, основна тема і «бриджі» — перехідні такти з простою музикою, як правило послідовними акордами, що повторюються, що пов'язують попередні частини мелодії. Бриджі забезпечують плавний та безшовний перехід у мелодії, щоб гравець не помітив його . Бридж може бути запущений тільки після завершення попередньої музичної частини, при цьому враховуючи швидкість пересування гравця, це могло виявитися будь-де. Ціль полягала в тому, щоб гравець якомога рідше чув бриджі і не затримувався на місці «стикування» музичних частин, для цього композитори співпрацювали з розробниками під час створення ігрових рівнів . Єдиний виняток, коли тривалий час чути бридж — наближення до арени з ігровим босом .
На самому початку та наприкінці звучить вокальна пісня «Welcome to the New World!», яка дає натяк на те, що колись слухали жителі занепалої цивілізації. Пісня мала передати почуття надії, що місто тут колись було сповнене життям і надією. Її написав Тадасі Ікегамі, а текст написав Юта Огасавара. Пісня також виконана вигаданою мовою, яку придумав Сінья Кумадзакі, керівник команди розробників. Він хотів, щоб ця мова звучала одночасно як англійська та японська мови. Вигаданою мовою розмовляли жителі покинутої цивілізації, нею також складено тексти на рівнях. Розробник помітили, що мова досить легка у розшифровці, тому він виступає своєрідним ребусом для гравців. Ім'я актриси, що заспівала пісню невідомо, Кумадзакі назвав її «Нейхель», помітивши, що ця вигадана співачка і представниця зниклої цивілізації, невідомо, чи є вона людиною, відомий лише її голос .
Розробники хотіли, щоб звукові ефекти доповнювали ігровий процес та допомагали гравцеві, але не відволікали його. Хоча з боку це звучить просто, проте реалізувати таку мету у тривимірних просторах було непросто. Наприклад звукові ефекти чути з позиції гравця, але й водночас знаходяться ближче до Кірбі. Також за допомогою різних звукових ефектів було важливо чітко розмежувати звуки ворогів, інтерактивних предметів і фонового шуму — природи, птахів або фонових будов.
Кірбі був озвучений голосом Макіко Омото, короля ДіДіДі озвучував керівник розробників Сінья Кумадзакі, який намагався зробити все можливе, щоб персонаж звучав «дико». Елфілін озвучила актриса Курумі Мамія. Голоси Уоддл Ді озвучили одні із звукооператорів. Для голосу Клеролайн, однією з ігрових босів було записано звуки кота Кумадзакі. Голос директора в лабораторії Dream Discoveries Tour у японській версії озвучила Мінамі Такаяма. Голос актриси мав посилити почуття передчуття перед розв'язкою истории.
25 березня було випущено два диски із саундтреком до Forgotten Land.

## Анонс та вихід
Розробники з HAL Laboratory опублікували перші дані щодо нової гри серії Kirby ще в 2020 році. Тоді вони помітили, що після випуску Kirby Star Allies взялися до роботи над новим і грандіознішим проектом. Генеральний директор Синья Кумадзакі тоді називав гру «новим етапом» в історії серії, яка увібрала в себе всі найкращі якості їхніх попередніх ігор.
Додаткову інформацію про гру було опубліковано у вересні 2021 року на офіційному сайті серії Kirby. Офіційний анонс гри відбувся на заході Nintendo Direct 23 вересня 2021 року, при цьому за шість годин до цих подій на сайт Nintendo допустив витік опису гри . Представлений трейлер гри викликав найбільший ажіотаж на захід Nintendo Direct серед усіх анонсів від Nintendo . Другий, більш докладний трейлер був показаний 12 січня 2022 року, в якому були показані додаткові можливості гри, а також дата виходу — 25 березня 2022 року . Демо-версія гри була доступна з 3 березня 2022 року . Жителі Гонконгу, які зробили попереднє замовлення, отримували чохол для рюкзака «Mouthful Mode».
Наприкінці 2022 року виробник плюшевих іграшок Sanei Boeki випустив свою першу лінійку іграшок «Mouthful Mode».

### Продажі
Гра Kirby and the Forgotten Land на першому тижні продажів зайняла перше місце у Великобританії, ставши першою грою серії, що досягла цього, і п'ятою найпроданішою грою серії Kirby в цьому регіоні. Гра також посіла перше місце в Японії з кращим дебютом для ігор серії (враховані тільки фізичні копії) — 380—060 копій було продано за два дні, побивши рекорд по швидкості продажів у своїй серії і поступившись 2022 року лише грі Pokemon Legen. Forgotten Land також посіла третє місце в межах продажів немобільних ігор у США за даними NPD .
За два тижні було продано 2,1 мільйона екземплярів гри. Через 15 тижнів після виходу було продано вже понад чотири мільйони копій гри, що стало тимчасовим рекордом для серії.
До вересня 2022 року всього у світі було продано 5,27 мільйонів копій Kirby and the Forgotten Land, що зробило її найбільш продаваною частиною у франшизі Kirby, побивши рекорд оригінальної Dream Land для Game Boy. Вищеперелічені цифри можуть здатися скромними порівняно з продажами ігор до найзнаменитіших франшиз від Nintendo, проте продажі ігор серії Kirby завжди були набагато скромнішими і Forgotten Land показувала набагато вражаючі результати порівняно з іншими іграми своєї серії. Станом на 21 березня 2023 року всього у світі було продано 6,46 мільйонів копій Kirby and the Forgotten Land.

#### Популярність
Гра позиціонувалася як перша повністю тривимірна гра в серії Kirby. Її ігрові трейлери викликали ажіотаж серед фанатської аудиторії. Forgotten Land виступала однією з центральних тем для розмов у геймерському співтоваристві в 2022 році .
У Японії популярність гри була також підтримана рекламною компанією у співпраці з виробником напоїв Suntory. Механіка Mouthful Mode, що дозволяє Кірбі тимчасово заковтувати великі предмети, стала вірусною в інтернеті . Користувачі почали створювати інтернет-меми та фанатські зображення, у тому числі й жартівливі, де Кірбі ковтає різні побутові предмети або персонажів з інших творів, наприклад Блискавку Маккуїна з «Тачок» або машини з Initial D.
Редакція Nintendo Life у своєму рейтингу всіх ігор серії Kirby поставила Forgotten Land на перше місце, помітивши, як розробникам вдалося перенести все, що так фанати люблять у франшизі в тривимірне середовище, вона також назвала Forgotten Land одним з підтверджень «справжнього» золота. Редакція Shacknews назвала Forgotten Land найкращою грою 2022 року для Nintendo Switch.
Представник Mxdwn зауважив, що Forgotten Land вивела франшизу на новий пік, який не спостерігався ще з середини 1990-х . Фанати серії протягом багатьох років бажали бачити повністю тривимірну гру серії ще з часів GameCube. Редактор GameRant зауважив, що Forgotten Land гідна згадуватися поряд з іншими експериментальними та інноваційними іграми знаменитих франшиз, що випускаються на приставках від Nintendo, зокрема Super Mario Odyssey, The Legend of The Zelda: Breath of the Wild, The Pokemon Legends: Arceus [англ.], Fire Ems. Forgotten Land особливо виділяється на тлі своєї попередниці Star Allies, що представляє собою традиційний для серії двомірний платформер з фансервісом.

## Сприйняття
Kirby and the Forgotten Land отримала загалом позитивні відгуки, за даними агрегатора Metacritic, середня оцінка гри становила 85 балів із 100 можливих. Багато рецензентів назвали Forgotten Land найкращою грою в серії Kirby.
Бен Рейнер, критик сайту Digital Spy зауважив, що Nintendo щоразу доводить, що здатна створити одну з найяскравіших, творчих та яскравих ігор, маючи у своєму розпорядженні культові серії та її персонажів. Разом із приємним саундтреком Forgotten Land зігріває серце гравців своїми кумедними випробуваннями. Чергова гра від Nintendo, що миттєво стала класикою
Кріс Картер із сайту Destructoid зауважив, що ігри серії Kirby продовжували його дивувати протягом 20 років і Forgotten Land також не підвела його. Ігри вдалося зберегти свою простоту серії та й піднести кілька приємних сюрпризів. Він назвав її однією з кращих ігор на Nintendo Switch, милим і чарівним платформером з яскравою графікою, з блискуче спроектованими рівнями та великим арсеналом здібностей. Гра підійде як і дітям, і дорослим, представник Game Informer назвав гру обов'язкової для шанувальників серии. Рецензент Nintendo Life назвав Forgotten Land найкращим релізом з часів Kirby: Planet Robobot, проривом або грандіозним святом на честь 30-річчя франшизи, це особливо виділяє її на тлі попередньої гри Kirby Star Allies, що виділяється навпаки своєю консервативністю
Критик сайти Gry Online зауважив, що Nintendo вдалося створити грандіозну гру для серії, яка «з заздрістю дивилася» на серії Mario та Donkey Kong, пропонуючи милі, але нескладні та невидатні ігри. Він назвав Forgotten Land хоч загалом якісною грою, але з дотягує рівня кращих платформерів від Nintendo став жертвою жанрових експериментів.

### Дизайн рівнів
Ігрові критики перш за все хвалили гру за якісний дизайн її рівнів. Forgotten and — це типовий якісно опрацьований платформер від Nintendo з чуйним управлінням і який однозначно оцінять шанувальники Super Mario. Критики порівнювали ігри з Mario Odyssey у плані масштабності ігрових локацій і занурення, Mario 3D World щодо дизайну рівнів. Враховуючи що Forgotten Land — це перша по-справжньому тривимірна гра в серії Kirby, її рівні загалом виконані дуже якісно, гравець не помічатиме непотрібних механік, проблем з камерою або навіть те, що він втрачає контроль над ситуацією. Вищеописане є своєрідною проблемою двомірної гри, чий ігровий процес переробляють для тривимірного мира. При битві з босом камера фокусується на ньому, а не в кутку, передаючи відчуття масштабності бою .
Самі ігрові локації в цілому не виділяються своєю складністю і проходять швидко, основний акцент у них робиться на зануренні, вирішенні головоломок і пошуку прихованих проходів, ніж на рефлексах гравця, що типово для ігор-платформерів. Однак тривалість проходження і складність рівнів сильно зростає, якщо гравець шукатиме побічні завдання. Хоча їх виконання не обов'язково для проходження, деякі критики називали це однією з найприємніших особливостей у грі. Критик GameSpot порівнював це зі збиранням місячних енергії в Mario Odyssey або насіння Корока в Breath of the Wild. Гравці, що люблять динамічні рівні, що вимагають швидкості та рефлексів, безперечно оцінять спеціальні міні-рівні «Treasure Road» з таймером, які заглиблюються в певні ігрові механіки.
Завдяки цьому гра підійде як для дітей, так і для дорослих, які люблять складні ігри. Рецензенти похвалили рівні Forgotten Land за їхню ретельну опрацьованість, мотивуючи гравця вивчати кожен куточок у локаціях на предмет прихованих головоломок, скринь або проходів. Це підвищує реграбельність гри, мотивуючи знову і знову проходити рівень, для пошуку чергової схованки .
Критик GameSpot окремо згадав механіку поглинання ворогів та їх здібностей, яка хоч і була представлена в ранніх іграх серії Kirby, вона ніколи не відчувалася там значною. Рівні в Forgotten Land спроектовані так, що їхнє проходження найчастіше кардинально змінювалося в залежності від поточних здібностей Кірбі, часто певні костюми необхідні для відкриття доступу до додаткових локацій або вирішення головоломок. Навіть якщо деякі рівні схожі своєю загальною концепцією, вони ніколи не однакові, а руїни виступають чудовими платформами

### Тема та художній стиль
Критики хвалили гру її тематичне розмаїття уровней, забезпечуючи повне занурення в ігровий мир. Усе це доповнюється приємним оркестровим супроводом. Ігровий сеттинг сильно відрізняється від типових світів в іграх серії Kirby, а її світ виглядає більш реалістично і швидше поєднує милий стиль франшизи та постапокаліптичну естетику з The Last of Us. Критик GameSpot висловив захоплення ігровим світам, незважаючи на тематику зруйнованого міста, рівні — це різні локації, торгові центри, парк розваг, будинки з привидами, станції метро, які дають підказки, що сталося з цим світом. На відміну від попередніх ігор серії Kirby, ігрові локації виглядають різноманітними та повними нових ідей . Представник сайту PC Games зауважив, що всі локації незважаючи на свою різноманітність відчуваються частиною чогось цілого і більшого. Рівні не виглядають, як набір ідей, наприклад, рівні з водою або з натяком на пустелю, як це типово для серії New Super Mario. та й багатьох платформерів. Рецензент Gry-online навпаки назвав поєднання найрізноманітніших тематик, починаючи з футуризму, закінчуючи кам'яним століттям трохи сумбурним, але, як і раніше, чарівним .
Тематичне розмаїття є сусідами з граничною деталізацією навколишнього простору та якісною графікою. Увага деталям видно скрізь, наприклад сцени з ворогами, що мирно дрімають і яких на думку критика Nintendo Life навіть незручно вбивати. У цьому, гра викликає зниження частоти кадрів у Nintendo Switch

### Ігровий процес та бої
Оглядачі загалом хвалили ігровий процес, хоч і критикували деякі його аспекти. Загалом вони помітили, що гра розширює і винаходить формулу серії Kirby в тривимірному просторі. Вона також надає безліч нових ігрових механік та здібностей персонажа, дозволяючи експериментувати і різними способами перепроходити рівні. У цьому Forgotten Land загалом зберігає традиційну формулу ігрового процесу франшизи. Рецензенти похвалили нову серії механіку поглинання предметів. Критик Nintendo Life помітив, що це виглядає одночасно кумедно і безглуздо. Критик Gry-online залишився незадоволений тим, що гра викладає більшість механік ще на початкових рівнях, в результаті проходження з часом набридає . У якийсь момент гравець виявить, що він вирішує одні й самі завдання.
За рахунок великої кількості ігрових механік гру хвалили за велику різноманітність способів ведення бою і те, що вона дозволяє експериментувати з різною зброєю та стилем бою. Критик Gry-Online зауважив, що Forgotten Land раптово краще працює як екшен, ніж платформер. При цьому розробники начебто про це знали, створивши спеціально арену для битви з босами. Гра вражає великою кількістю зброї, тактиками бою та різноманітними противниками та деякими гранично складними битвами. Самі боси вражають своєю різноманітністю та способом ведення бою, вимагаючи від гравця опрацьовувати стратегію для їх перемоги, деякі боси здатні вразити Кірбі кількома ударами, що робить проходження особливо складним на деяких етапах. Найгіршу оцінку отримали міні-боси через свою легкість, одноманітність і частої появи на всіх рівнях .
Оцінка складності була змішаною. У цілому нині було помічено, що основне проходження, особливо у ранніх рівнях не сложно. Критик Gry-Online був розчарований, назвавши Forgotten Land грою для детей. Інші критики помітили однак, що гра пропонує безліч способів складного проходження, чи це пізні рівні, прагнення вирішити побічні завдання, проходження рівнів «Treasure Road» або навіть бій з безліччю босів у Колізеї. Навпаки, це робить гру придатною як для дітей, так і для дорослих . Враховуючи загалом низький рівень складності ігор серії Kirby, Forgotten Land навпаки виглядає найскладнішою .
Двокористувацький кооперативний режим отримав стриману оцінку, головним чином через обмежені можливості Уаддл-Ді, через що гравці знаходяться не на рівних умовах, хоча такий режим може підійти для гри батькам з дітьми .

## Нагороди
Kirby and the Forgotten Land стала однією з десяти ігор, які отримали нагороду за визначні досягнення на церемонії Japan Game Awards 2022. Її також номінували як гру року від Nintendo на церемонії Golden Joystick Awards. Гра здобула перемогу в номінації «Найкраща сімейна гра» у рамках The Game Awards 2022.